# Australien-Krokodil

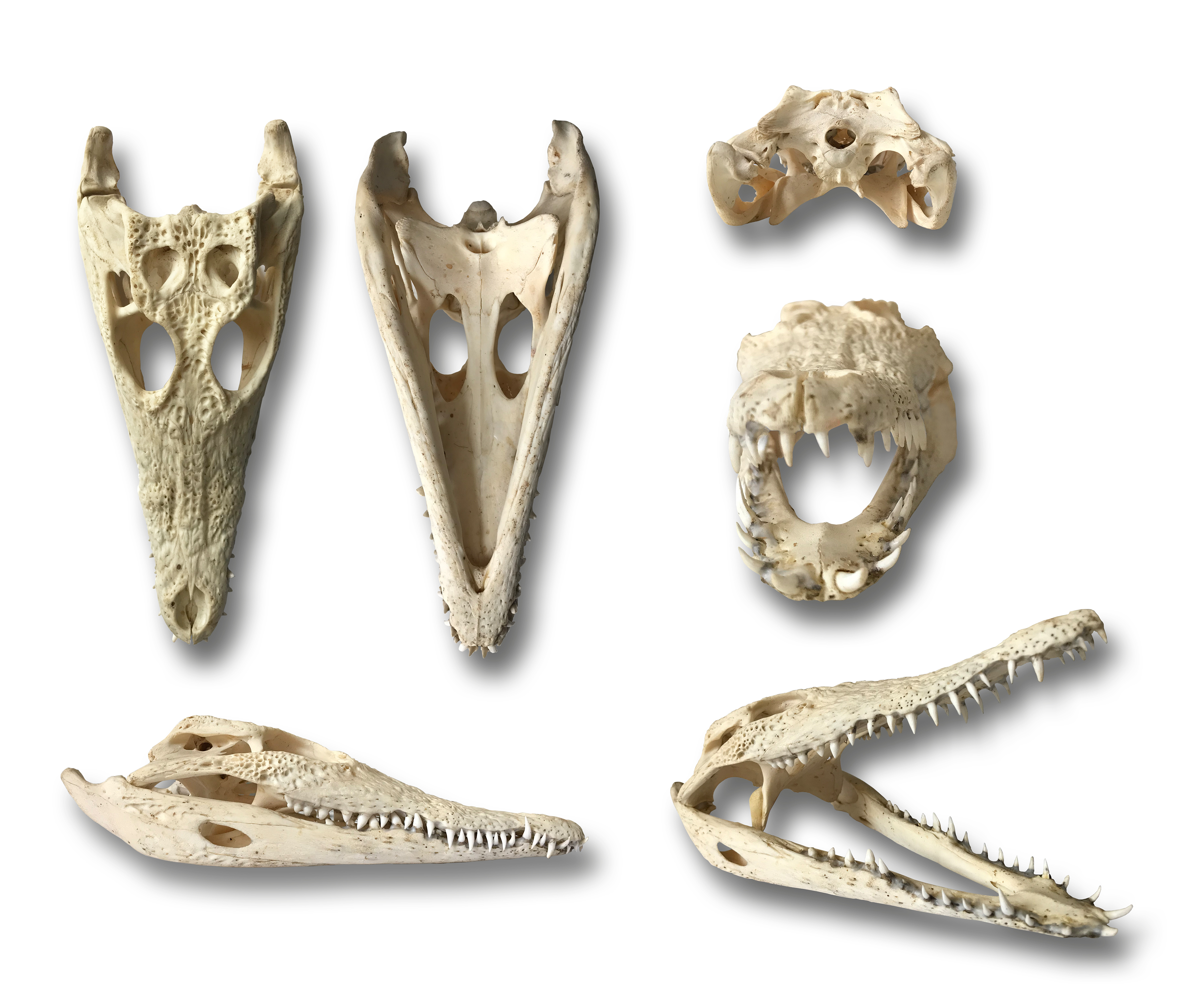
Australisches Krokodil, verschiedene Ansichten des Schädels

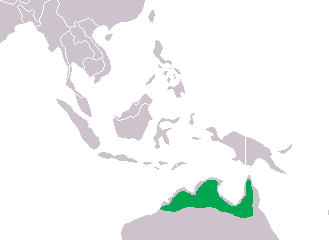
Verbreitung

Das Australien-Krokodil (Crocodylus johnstoni, Synonym: Crocodylus johnsoni) ist eine Art der Echten Krokodile (Crocodylidae). Es handelt sich dabei um die Süßwasserkrokodile Nordaustraliens, die den Salzwasser- oder Leistenkrokodilen (Crocodylus porosus) gegenübergestellt werden. Ihr australischer Spitzname lautet „freshie“.

## Merkmale
Das Australien-Krokodil gehört zu den kleineren Krokodilen und erreicht eine Länge von maximal drei Metern. Es hat eine auffällig schmale, spitze Schnauze. Die Färbung ist braun, wobei der Bauch sehr hell ist und über große Bauchschilde verfügt. Der Rücken und der Schwanz sind mit schwarzen Streifen gezeichnet.

## Verbreitung
Der Lebensraum umfasst das gesamte Süßwassergebiet des McKinlay-River im Northern Territory in Australien. Auch in Teilen von Queensland und Western Australia ist es zu finden.

## Lebensweise
Das Australien-Krokodil lebt vor allem von Fischen, Krebstieren und Insekten, erbeutet jedoch auch regelmäßig Amphibien, andere Reptilien, Wasservögel oder kleine Säugetiere.
Zur Fortpflanzungszeit wird ein Grubennest an exponierter Stelle gegraben. Dies erfolgt ausschließlich in der Trockenzeit, wenn die Krokodile nur in tiefen Pfützen leben. Die Verluste unter den Eiern und Jungtieren im ersten Jahr betragen etwa 95 % und sind somit extrem hoch.
Das Australien-Krokodil gehört zu den Krokodil-Arten, die ihren Rumpf verhältnismäßig hoch über dem Boden tragen, und ist sogar in der Lage, galoppartige, kurze Sprints einzulegen.

## Gefährdung von Menschen
Menschen sind durch das Australien-Krokodil deutlich weniger gefährdet als durch Leistenkrokodile. Australien-Krokodile gelten als weitgehend scheu und attackieren Menschen nur in Ausnahmefällen, etwa weil sie sich in die Enge getrieben fühlen oder weil sie ihren Nachwuchs schützen wollen. Auf lokalen australischen Warntafeln wird in Bezug auf Australien-Krokodile (freshwater crocodiles) vor der Möglichkeit schwerer Verletzungen gewarnt, während Warntafeln vor den deutlich aggressiveren Leistenkrokodilen ausdrücklich vor Lebensgefahr warnen.

## Fortpflanzung
Die Weibchen graben in der Mitte der Trockenzeit (zwischen August und September), Nester in Sandbänke an Flüssen. Das Weibchen legt etwa 20 Eier, die mithilfe der Sonnenwärme ausgebrütet werden. Wie bei vielen Krokodilen hängt das Geschlecht auch hier von der Wärme im Nest ab, beträgt diese 31 °C – 32 °C schlüpfen Männchen, ist die Temperatur höher oder niedriger schlüpfen Weibchen. Im australischen Sommer zwischen November und Dezember schlüpfen die Jungtiere. Das Weibchen wacht während der Brutzeit nicht besonders gut über die Eier, was dazu führt, dass viele der Eier von Waranen oder wilden Schweinen gefressen werden. Im Nachhinein überleben so nur etwa 1 % der potenziellen Nachkommen. Die Überlebenden sind von Anfang an eigenständig.